# Rechtstadt

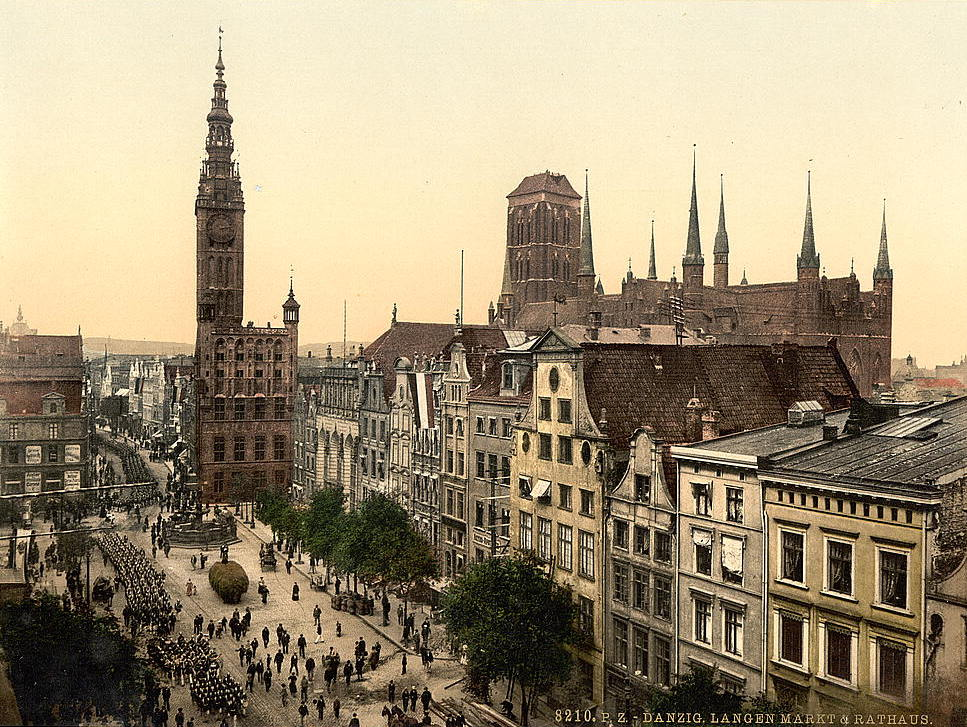
Langer Markt mit Rathaus, um 1890/1900

Die Rechtstadt (polnisch Główne Miasto,  „Hauptstadt“ ) ist der historisch bedeutsamste Stadtteil von Danzig.

## Lage
Die Rechtstadt liegt in der Innenstadt von Danzig. Sie grenzt im Nordosten an die Altstadt, im Osten an die Speicherinsel, im Süden an die Vorstadt.

## Bezeichnungen
Für diesen Teil von Danzig sind folgende historische Bezeichnungen überliefert:
- Neustadt – 1345 nova civitas, 1379 nuwe stad; zur Unterscheidung zur Altstadt (alden stad)
- Neudanzig – 1402 nüwe Danczk, später neye Gdanczk
- Rechtstadt – 1406 rechte stat, 1635 prawe miasto; seitdem meistens bis 1945; zeigt an, dass das Recht maßgeblich von dieser Stadt ausgeht
- Hauptstadt – 1526 principalis civitas, 1584 primaria civitas, seit 1945 Główne Miasto

## Geschichte

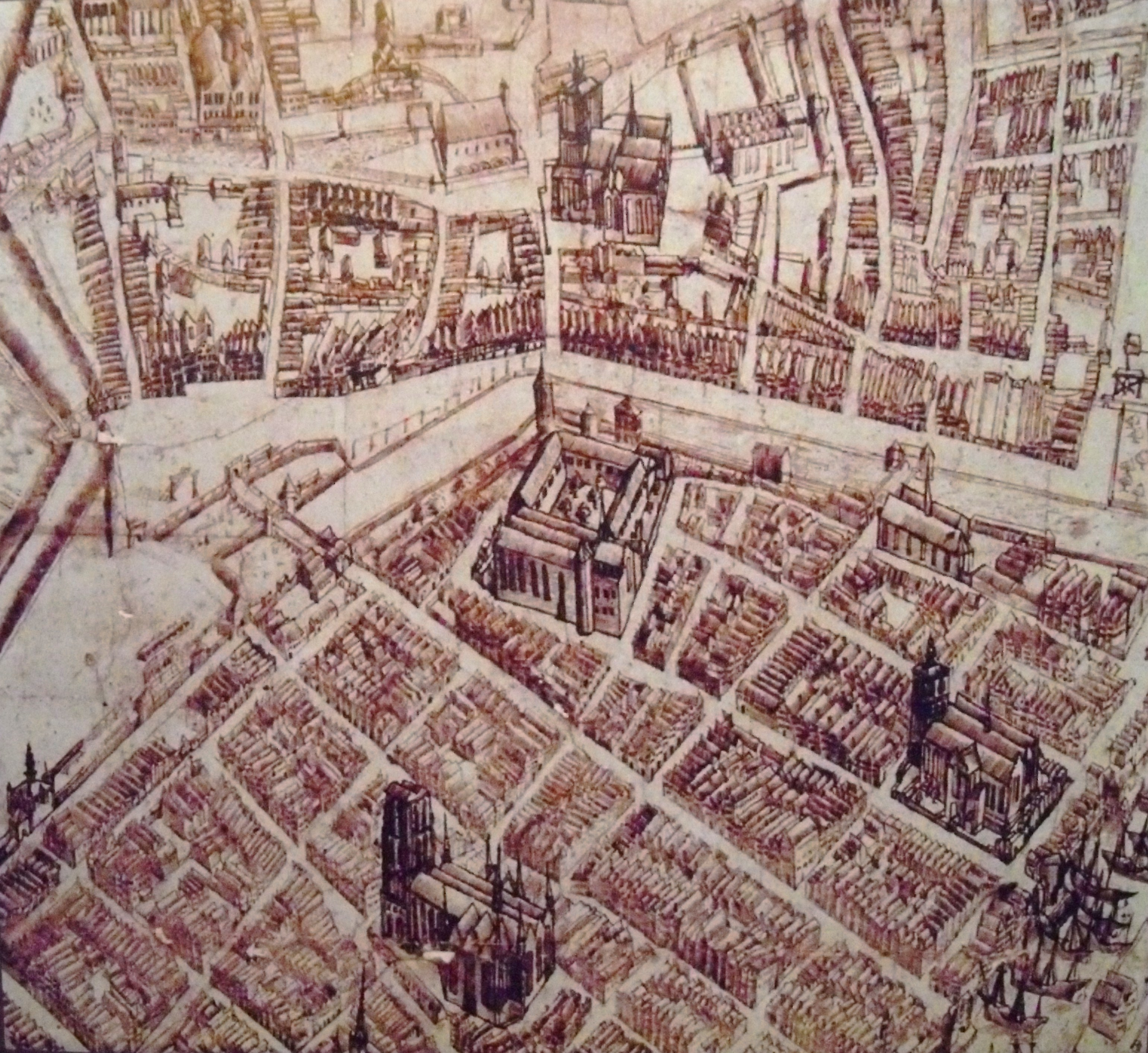
Danzig 1601, Rechtstadt mit Marienkirche, Dominikanerkloster und Johanneskirche im unteren Teil

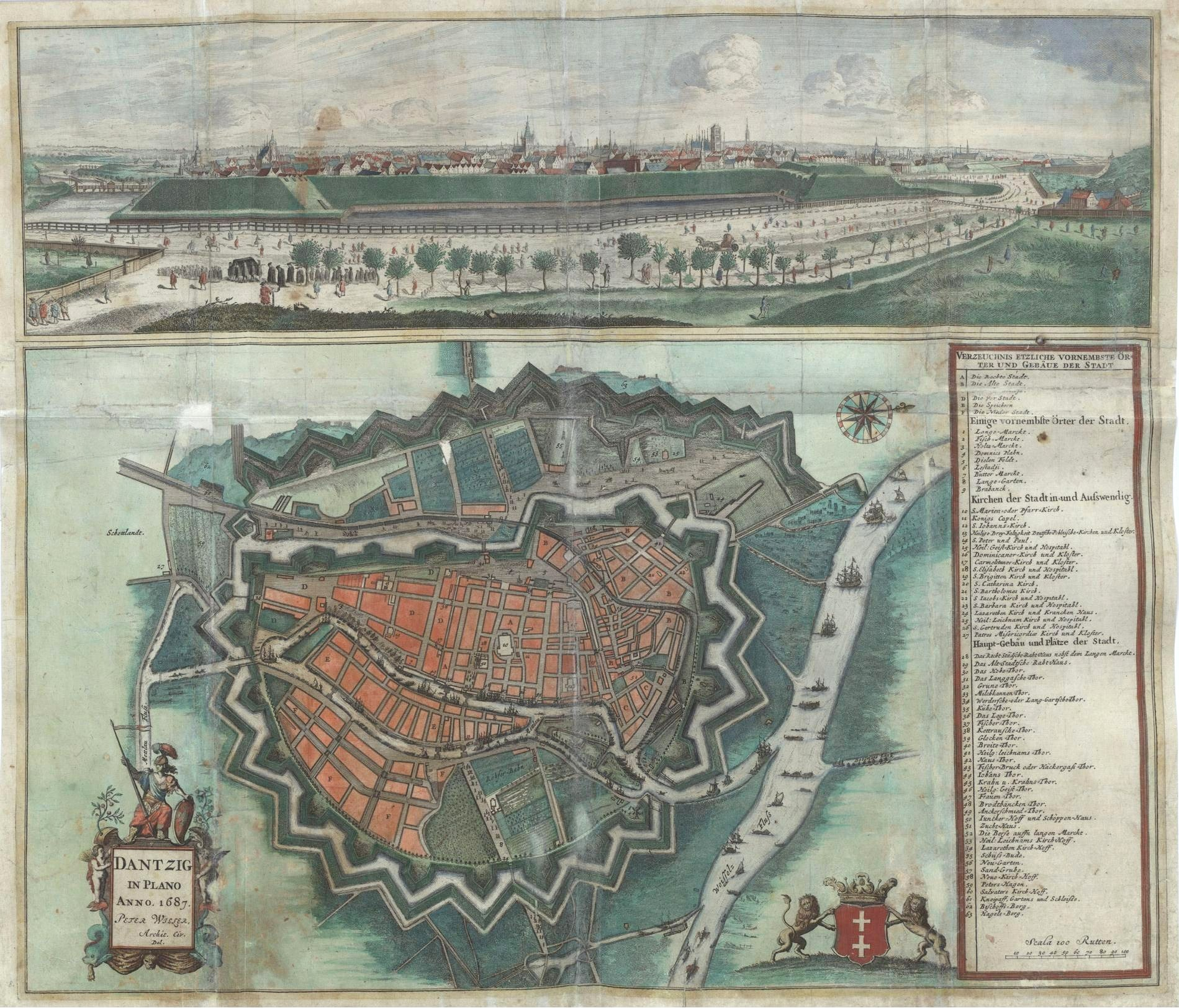
Ansicht und Karte von 1687, Norden nach rechts ausgerichtet. Die Rechtstadt, mit A markiert, liegt zentral um die hell hervorgehobene Marienkirche (Nr. 10)

Die ältesten Siedlungsspuren in der Rechtstadt sind aus dem 10. Jahrhundert bekannt, als ein Friedhof an der späteren Nikolaikirche bestand. Dieser gehörte wahrscheinlich zu einer Siedlung an der alten slawischen Burg (später Hagelsberg). Außerdem wurden Reste eines Hauses aus dieser Zeit am späteren Rechtstädtischen Rathaus gefunden, das an einem bedeutenden Handelsweg nach Süden lag.
Von vor 1190 ist der Bau der Nikolaikirche bekannt, an der 1227 ein Dominikanerkloster gegründet wurde, das erste in Pommerellen. Es ist nicht sicher, welche Siedlung Danzig  um 1227 (vor 1263) das Stadtrecht nach lübischem Recht bekam, neuere archäologische Funde deuten eher auf die Altstadt.

Die Neustadt wurde jedenfalls nach der Eroberung Danzigs durch den Deutschen Orden als erste 1343 mit dem Stadtrecht nach Kulmer Recht versehen, die Altstadt erst 1377, die Jungstadt 1380. In dieser Zeit gab es drei selbstständige Städte im Gebiet Danzig. 1440 war die Rechtstadt eine der Gründungsmitglieder des Preußischen Bundes gegen die Herrschaft des Deutschen Ordens. Seit 1455 war sie alleiniger Sitz des Stadtrats und der Bürgermeister von Danzig. Sie blieb seitdem dessen politische, wirtschaftliche und kulturelle Mittelpunkt.
1945 wurde fast die gesamte Rechtstadt, wie auch die übrige Innenstadt, zerstört. In den 1950er Jahren begann ein historisierender Wiederaufbau, der eine idealisierte Rekonstruktion nach Vorbildern des 16. und 17. Jahrhunderts, der Zeit der polnischen Herrschaft über Danzig, beinhaltete. Das „preußische“ 19. Jahrhundert blieb hierbei bewusst unberücksichtigt während englische, niederländische, italienische und französische Einflüsse betont wurden. Der Wiederaufbau beschränkte sich weitestgehend auf eine Blockrandbebauung und die straßenseitige Fassadengestaltung, nur bei einzelnen architektonisch bedeutsamen Gebäuden wurden auch das Innere rekonstruiert. In der Regel entsprechen die Wohnungszuschnitte nicht der Außenfassade, der Zugang erfolgt über im Innenhof angeordnete Treppenhäuser. Die Innenhöfe wurden zur Errichtung von Spielplätzen, Kindergärten oder Heizhäusern genutzt und blieben ansonsten unbebaut. Auf die Wiederherstellung kleinerer Quer- und Seitenstraßen wurde auf Grund der Blockrandbebauung verzichtet, ebenso fehlen Straßenzüge im Umfeld einzelner Baudenkmäler, wie etwa der Marienkirche, auf die zugunsten gewünschter Sichtachsen verzichtet wurde.

## Bauwerke und Sehenswürdigkeiten
Viele der wichtigen historischen Bauwerke und Sehenswürdigkeiten Danzigs befinden sich in der Rechtstadt.
Kirchen
- Marienkirche
- Nikolaikirche, als einzige Kirche 1945 weitgehend unbeschädigt
- Johanneskirche
- Heilig-Geist-Kirche, ehemals mit Heilig-Geist-Spital (profaniert)

Weitere Bauwerke
- Rechtstädtisches Rathaus in der Langgasse
- Artushof am Langen Markt
- Zeughaus am Kohlenmarkt
- Haus der Georgsbruderschaft

- Schwanenbastei
- Neptunbrunnen

Tore
- Hohes Tor
- Peinkammertor
- Langgasser Tor (Goldenes Tor)
- Krantor (Breites Tor )
- Heilig-Geist-Tor
- Johannistor
- Frauentor
- Koggentor (Grünes Tor)
- Häkertor

Kulturstätten
- Theater am Kohlenmarkt (Küstentheater)
- Shakespeare-Theater, 2014 im elisabethanischen Stil erbaut

Straßen
- Langgasse (Königsweg) mit Langen Markt
- Frauengasse (Marienstraße)
- Breite Gasse
- Heilige-Geist-Gasse
- Johannisgasse
- Kohlenmarkt
- Dominikswall (Jagiellonenwall)
- An der Reitbahn (Wojciech-Bogusławski-Straße)